# Lucas Severino
Lucas Severino (* 3. Januar 1979 in Ribeirão Preto), genannt Lucas, ist ein ehemaliger brasilianischer Fußballspieler.
Er galt lange als großes Talent und war im Jahr 2000 für Brasilien bei den Olympischen Spielen, verbrachte aber den größten Teil seiner Laufbahn in Japan. Er beendete seine Karriere nach seinem letzten Spiel im Dezember 2013.

## Karriere

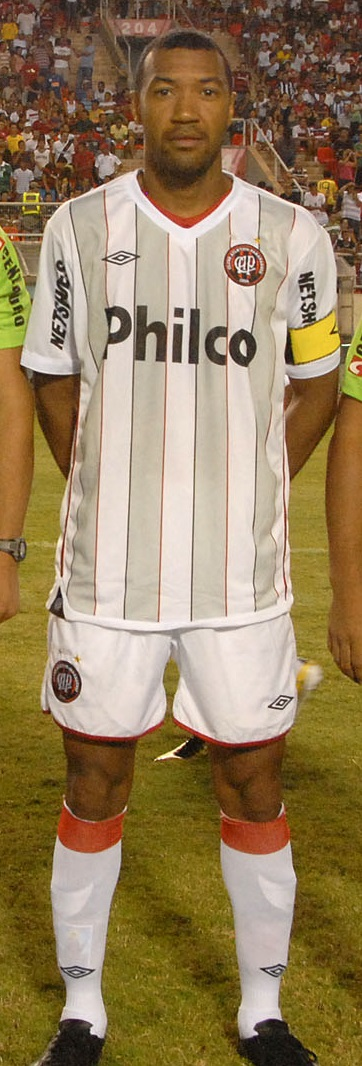
Lucas als Kapitän von Athletico Paranaense (2011)

### Vereine
Lucas begann seine fußballerische Laufbahn in seiner Heimatstadt Ribeirão Preto beim Botafogo FC. Dort kam er bereits als 16-Jähriger zu seinem ersten Einsatz in der dritten Liga. Wettbewerbsübergreifend lief er für Botafogo in 67 Spielen auf und erzielte 23 Tore.
Von 1998 an spielte er für Athletico Paranaense in der Série A. Als er in seiner zweiten Saison für den Verein in 28 Spielen elf Tore erzielte, wurden größere Vereine auf den Nachwuchsstürmer aufmerksam.
Im Sommer 2000 zeichnete sich zunächst ein Wechsel zum französischen Erstligisten Olympique Marseille ab, bevor sich schließlich dessen Ligakonkurrent Stade Rennes im Werben um den 21-Jährigen durchsetzte. Die Ablösesumme, die der Klubbesitzer François Pinault für den Transfer aufbrachte, belief sich dabei auf etwa 21 Millionen Euro. Im August 2000 bestritt er sein erstes Pflichtspiel in Frankreich. Insgesamt absolvierte er 2000/01 28 Ligaspiele. Die Mannschaft belegte am Ende der Saison Platz 6. In der darauffolgenden Spielzeit lief er in 33 Spielen auf, in denen er allerdings nur zwei Tore erzielen konnte.
Lucas galt nun als Fehleinkauf und wurde zurück in seine Heimat verliehen. So spielte er 2002 für Cruzeiro Belo Horizonte, bevor er im Jahr darauf einige Partien für Corinthians São Paulo bestritt. Zur Saison 2003/04 kehrte er zunächst nach Frankreich zurück und bestritt weitere elf Partien. Danach trennte sich der Verein vom Spieler.
Erst nachdem er im Januar 2004 einen Vertrag beim FC Tokyo unterschrieb, fand Lucas wieder eine langfristige sportliche Heimat. Bei dem japanischen Klub wurde er auf Anhieb Stammspieler und fand auch zu seinen Torjägerqualitäten zurück. Bereits in seinem ersten Jahr gewann er den japanischen Ligapokal.
Nach vier Jahren wechselte der Publikumsliebling zum Ligakonkurrenten Gamba Osaka. Im November 2008 feierte er mit dem Gewinn der AFC Champions League den größten Titel seiner Spielerlaufbahn. Gleichzeitig triumphierte die Mannschaft auch mehrfach im Kaiserpokal und wurde 2010 Vizemeister.
Nach dem Ende der Saison 2010 wechselte er zu seinem alten Klub Paranaense, wo er die Mannschaft als Kapitän anführte. Jedoch verließ er den Verein noch vor dem Ligastart im Mai 2011, um sein vorläufiges Karriereende bekannt zu geben.
Nachdem der FC Tokyo in der Saison 2010 in die zweite japanische Liga abgestiegen war, kehrte er im Juni 2011 noch einmal zu seinem alten Verein zurück, um diesem beim direkten Wiederaufstieg zu unterstützen. Tatsächlich konnte die Mannschaft am Ende der Spielzeit die Meisterschaft und den damit verbundenen Aufstieg feiern. Lucas gehörte dabei, wie auch in den beiden folgenden Jahren zur Stammelf. Noch bis zum Ende des Jahres 2013 stand er für den Verein auf dem Platz, bevor er seine Karriere im Alter von 34 Jahren beendete.

### Nationalmannschaft
An der Seite von späteren Stars wie Ronaldinho, Lúcio oder Júlio César stand er bei den Olympischen Spielen in Sydney im Sommer 2000 im Aufgebot der brasilianischen Mannschaft, die im Viertelfinale am späteren Turniersieger Kamerun scheiterte. Lucas wurde im Turnierverlauf insgesamt dreimal eingesetzt.

## Erfolge
- Kaiserpokal: 2008, 2009 (mit Gamba Osaka), 2011 (mit FC Tokyo)
- AFC Champions League: 2008 (mit Gamba Osaka)
- Pan-Pacific Championship: 2008 (mit Gamba Osaka)
- J. League Cup: 2004 (mit FC Tokyo)